# Demografía de Osetia del Sur

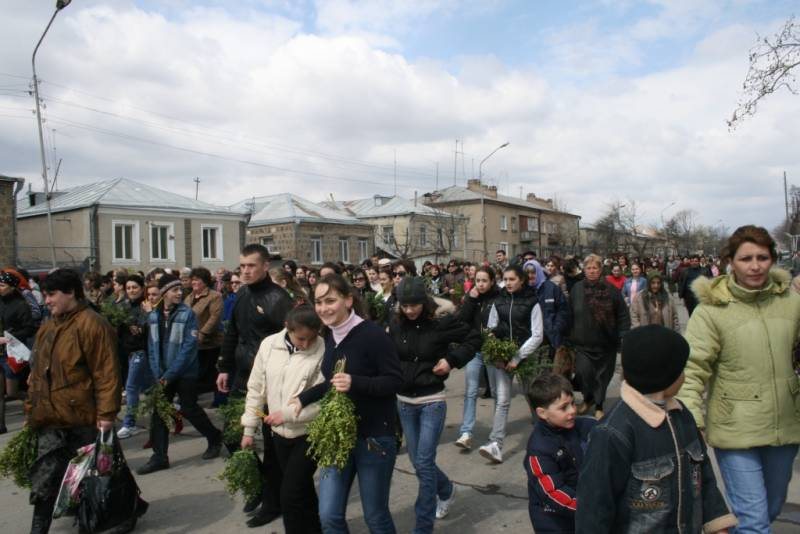
Procesión del Domingo de Ramos, en Tskhinvali en abril de 2009

Antes del conflicto entre Georgia y Osetia aproximadamente dos tercios de la población de Osetia del Sur eran Osetios y entre  25 y 30% eran Georgianos. La parte oriental del país, alrededor de la ciudad y el distrito de Akhalgori o Leningor según quién preguntes, es predominantemente georgiana, mientras que el centro y el oeste del territorio son predominantemente osetios. Gran parte de las montañas del norte son poco habitadas.
Debido a que la oficina de estadística de Georgia no fue capaz de llevar a cabo el censo de 2002 de Georgia en Osetia del Sur, la actual composición de la población de Osetia del Sur es desconocida, aunque según algunas estimaciones, hubo 47.000 osetios étnicos y 17.500 georgianos étnicos en el sur Osetia en 2007.
Otras fuentes estiman que la composición de la población en 2007 fue de unos 45.000 osetas y 17.000 georgianos. 
Los datos referentes a la población de Osetia del Sur, provienen de la época soviética, y son los que a continuación se detallan:.
|            | 1926           | 1939           | 1959           | 1970           | 1979           | 1989           | 2015           |
| ---------- | -------------- | -------------- | -------------- | -------------- | -------------- | -------------- | -------------- |
| Osetos     | 60,351 (69.1%) | 72,266 (68.1%) | 63,698 (65.8%) | 66,073 (66.5%) | 65,077 (66.4%) | 65,233 (66.2%) | 48,146 (89.9%) |
| Georgianos | 23,538 (26.9%) | 27,525 (25.9%) | 26,584 (27.5%) | 28,125 (28.3%) | 28,187 (28.8%) | 28,544 (28.9%) | 3,966 (7.4%)   |
| Rusos      | 157 (0.2%)     | 2,111 (2.0%)   | 2,380 (2.5%)   | 1,574 (1.6%)   | 2,046 (2.1%)   | 2,128 (2.1%)   | 610 (1.1%)     |
| Armenios   | 1,374 (1.6%)   | 1,537 (1.4%)   | 1,555 (1.6%)   | 1,254 (1.3%)   | 953 (1.0%)     | 984 (1.0%)     |                |
| Judíos     | 1,739 (2.0%)   | 1,979 (1.9%)   | 1,723 (1.8%)   | 1,485 (1.5%)   | 654 (0.7%)     | 396 (0.4%)     |                |
| Otros      | 216 (0.2%)     | 700 (0.7%)     | 867 (0.9%)     | 910 (0.9%)     | 1,071 (1.1%)   | 1,242 (1.2%)   | 810 (1.5%)     |
| Total      | 87,375         | 106,118        | 96,807         | 99,421         | 97,988         | 98,527         | 53,532         |